# Oblast de Soumy
L’oblast de Soumy (en ukrainien : Сумська область, Soums'ka oblast’ ; en russe : Сумская область, Soumskaïa oblast) est une subdivision administrative du nord-est de l'Ukraine. Sa capitale est la ville de Soumy. Il compte 1 million d'habitants en 2022.
Il est frontalier avec les oblasts russes de Briansk, Koursk et Belgorod.

## Géographie

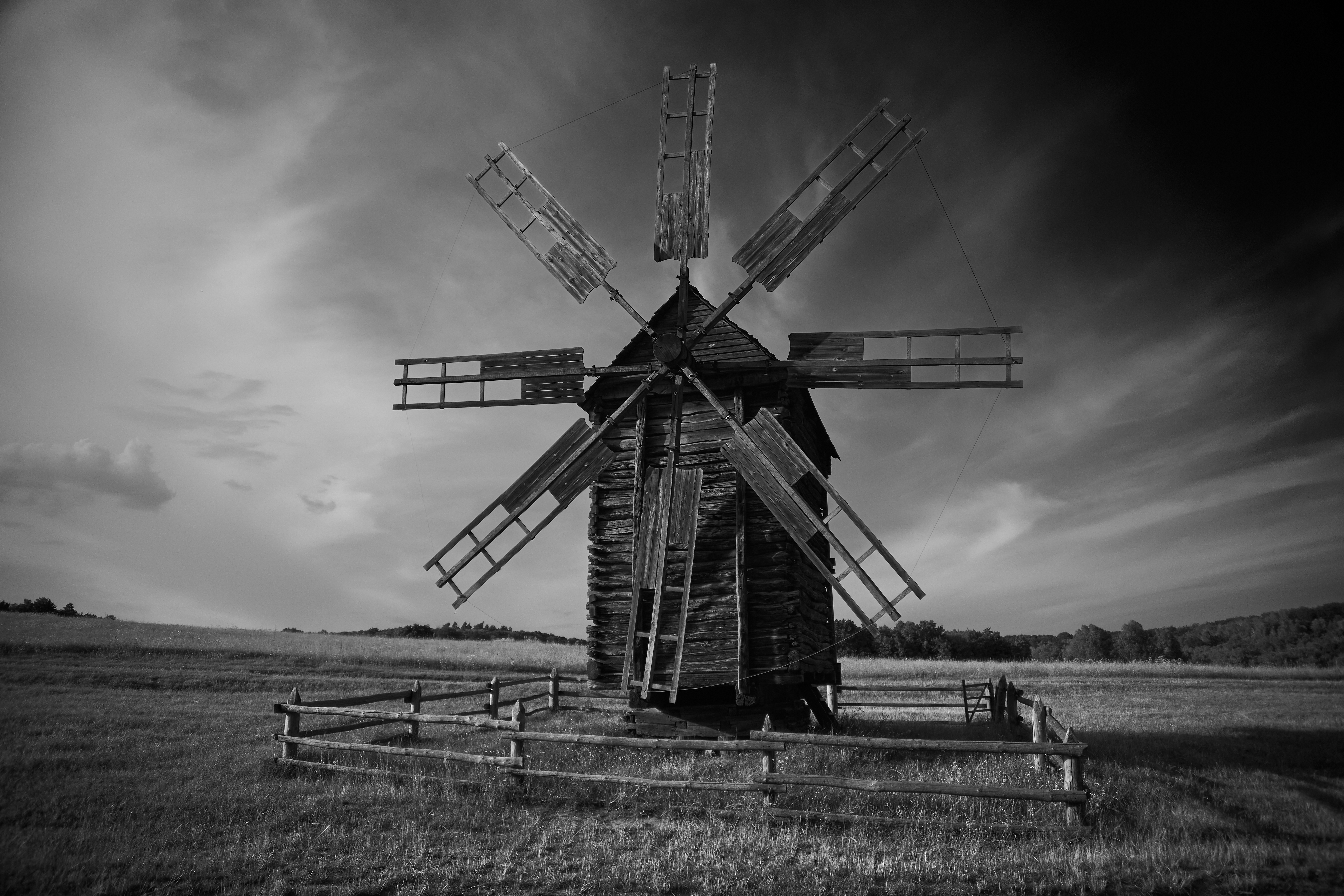
Un moulin à vent dans le village de Kudryavy, oblast de Soumy. Juillet 2020.

L'oblast de Soumy couvre une superficie de 23 834 km2 dans le nord-est de l'Ukraine. Elle est limitée au nord et à l'est par la Russie (oblast de Briansk et oblast de Koursk et oblast de Belgorod), au sud par les oblasts de Kharkiv et de Poltava, et à l'ouest par l'oblast de Tchernihiv. Il abrite le Parc national Desnianko-Starohoutski créé en 1999, le Parc national de Hetman ainsi que la Réserve historique et culturelle d'État de Hloukhiv qui gère des institutions culturelles.

## Histoire
Une partie de l'oblast a été sous occupation militaire russe à partir du 24 février 2022, lorsque les forces russes ont envahi l'Ukraine.

## Population

### Démographie
La population de l'oblast a amorcé son déclin dès la Seconde Guerre mondiale et cette diminution s'est accélérée dans les années 1990. Entre 1959 et 2010, l'oblast a ainsi perdu 22,5 % de sa population.
Recensements (*) ou estimations de la population :
| 1939*     | 1959*     | 1970*     | 1979*     | 1989*     |
| --------- | --------- | --------- | --------- | --------- |
| 1 707 000 | 1 508 294 | 1 504 679 | 1 462 566 | 1 432 652 |

| 2001*     | 2011      | 2012      | 2013      | 2014      |
| --------- | --------- | --------- | --------- | --------- |
| 1 299 746 | 1 161 544 | 1 152 333 | 1 143 249 | 1 132 957 |

| 2015      | 2021      | 2022      | - | - |
| --------- | --------- | --------- | - | - |
| 1 123 448 | 1 053 452 | 1 034 364 | - | - |

| Année | Population | Naissances annuelles | Décès annuels | Solde naturel annuel | Taux de natalité (‰) | Taux de mortalité (‰) | Solde naturel (‰) | Indice de fécondité |
| ----- | ---------- | -------------------- | ------------- | -------------------- | -------------------- | --------------------- | ----------------- | ------------------- |
| 1990  | 1 431 400  | 16 503               | 20 990        | -4 487               | 11,5                 | 14,6                  | -3,1              | 1,81                |
| 1991  | 1 430 200  | 15 727               | 21 470        | -5 743               | 11,0                 | 15,0                  | -4,0              | 1,71                |
| 1992  | 1 430 700  | 15 024               | 22 628        | -7 604               | 10,5                 | 15,8                  | -5,3              | 1,62                |
| 1993  | 1 432 200  | 13 829               | 24 489        | -10 660              | 9,7                  | 17,2                  | -6,5              | 1,49                |
| 1994  | 1 424 700  | 13 104               | 24 620        | -11 516              | 9,2                  | 17,3                  | -8,1              | 1,41                |
| 1995  | 1 411 100  | 12 433               | 24 051        | -11 618              | 8,9                  | 17,1                  | -8,2              | 1,35                |
| 1996  | 1 397 900  | 11 737               | 24 310        | -12 573              | 8,4                  | 17,5                  | -9,1              | 1,28                |
| 1997  | 1 384 300  | 10 988               | 24 028        | -13 040              | 8,0                  | 17,4                  | -9,4              | 1,21                |
| 1998  | 1 369 800  | 10 556               | 23 002        | -12 446              | 7,7                  | 16,9                  | -9,2              | 1,17                |
| 1999  | 1 354 500  | 9 571                | 23 470        | -13 899              | 7,1                  | 17,4                  | -10,3             | 1,06                |
| 2000  | 1 336 900  | 9 323                | 24 055        | -14 732              | 7,0                  | 18,1                  | -11,1             | 1,04                |
| 2001  | 1 317 800  | 8 870                | 23 584        | -14 714              | 6,8                  | 18,0                  | -11,2             | 1,00                |
| 2002  | 1 299 746  | 8 644                | 23 202        | -14 558              | 6,7                  | 18,0                  | -11,3             | 0,98                |
| 2003  | 1 279 871  | 9 088                | 23 495        | -14 407              | 7,2                  | 18,5                  | -11,3             | 1,00                |
| 2004  | 1 261 717  | 9 066                | 23 463        | -14 397              | 7,2                  | 18,7                  | -11,5             | 1,03                |
| 2005  | 1 243 935  | 8 913                | 23 786        | -14 873              | 7,2                  | 19,3                  | -12,1             | 1,01                |
| 2006  | 1 226 342  | 10 129               | 22 436        | -12 307              | 8,3                  | 18,4                  | -10,1             | 1,08                |
| 2007  | 1 211 452  | 10 108               | 22 418        | -12 310              | 8,4                  | 18,6                  | -10,2             | 1,15                |
| 2008  | 1 196 820  | 10 835               | 22 301        | -11 466              | 9,1                  | 18,7                  | -9,6              | 1,20                |
| 2009  | 1 184 034  | 10 681               | 21 160        | -10 479              | 9,1                  | 18,0                  | -8,9              | 1,24                |
| 2010  | 1 172 317  | 10 360               | 20 146        | -9 786               | 8,9                  | 17,3                  | -8,4              | 1,23                |
| 2011  | 1 161 544  | 10 473               | 18 833        | -8 360               | 8,9                  | 17,3                  | -8,4              | 1,25                |
| 2012  | 1 152 333  | 11 093               | 19 002        | -7 909               | 9,7                  | 16,6                  | -8,9              | 1,36                |
| 2013  | 1 143 249  | 10 411               | 19 219        | -8 808               | 9,1                  | 16,9                  | -7,8              | 1,30                |
| 2014  | 1 132 957  | 10 344               | 19 452        | -9 108               | 9,2                  | 17,2                  | -8,0              | 1,33                |
| 2015  | 1 123 448  | 9 795                | 19 013        | -9 218               | 8,8                  | 17,0                  | -8,2              | 1,30                |
| 2016  | 1 113 256  | 8 822                | 18 701        | -9 879               | 7,9                  | 16,8                  | -8,9              | 1,21                |
| 2017  | 1 104 529  | 8 059                | 17 573        | -9 514               | 7,3                  | 15,9                  | -8,6              | 1,13                |
| 2018  | 1 094 284  | 7 114                | 17 877        | -10 763              | 6,5                  | 16,4                  | -9,9              | 1,03                |

### Structure par âge
0-14 ans: 13.3%  (hommes 74 029/femmes 69 543)
15-64 ans: 68.6%  (hommes 355 932/femmes 384 418)
65 ans et plus: 18.1%  (hommes 65 291/femmes 130 013) (2019 officiel)

### Âge médian
total: 43.4 ans 
homme: 40.0 ans 
femme: 46.6 ans  (2019 officiel)

### Nationalités
Selon le recensement national ukrainien de 2001, la population de l'oblast se composait de :
- Ukrainiens : 88,8 %
- Russes : 9,4 %
- autres nationalités : 1,8 %

### Raïons de 2020
Avec la réforme administrative l'oblast comporte, depuis le 19 juillet 2020, cinq raïons :
- Raïon de Konotop,
- Raïon d'Okhtyrka,
- raïon de Chostka,
- Raïon de Soumy,
- Raïon de Romny,

### Villes principales
Les villes de l'oblast de Soumy sont les suivantes (population estimée en 2013) :
- Soumy (269 177 habitants)
- Konotop (88 787)
- Chostka (79 058)
- Okhtyrka (49 047)
- Romny (42 616)
- Hloukhiv (34 574)
- Lebedyn (26 137)
- Krolevets (23 574)
- Trostianets (21 368)
- Bilopillia (16 731)
- Poutyvl (16 317)
- Bouryn (9 134)
- Vorojba (7 444)
- Seredyna-Bouda (7 231)
- Droujba (5 031)

## En images

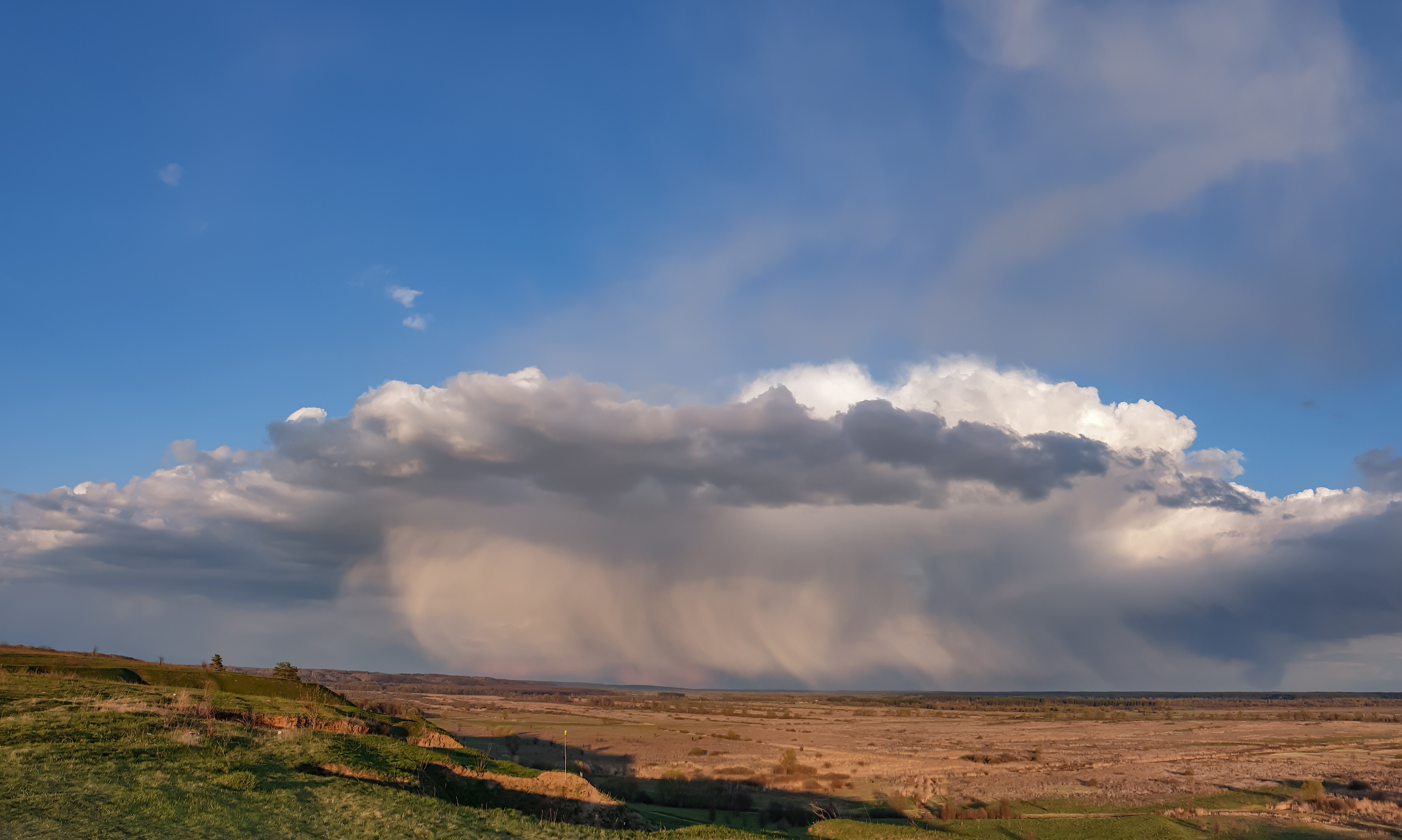
La Seïm.
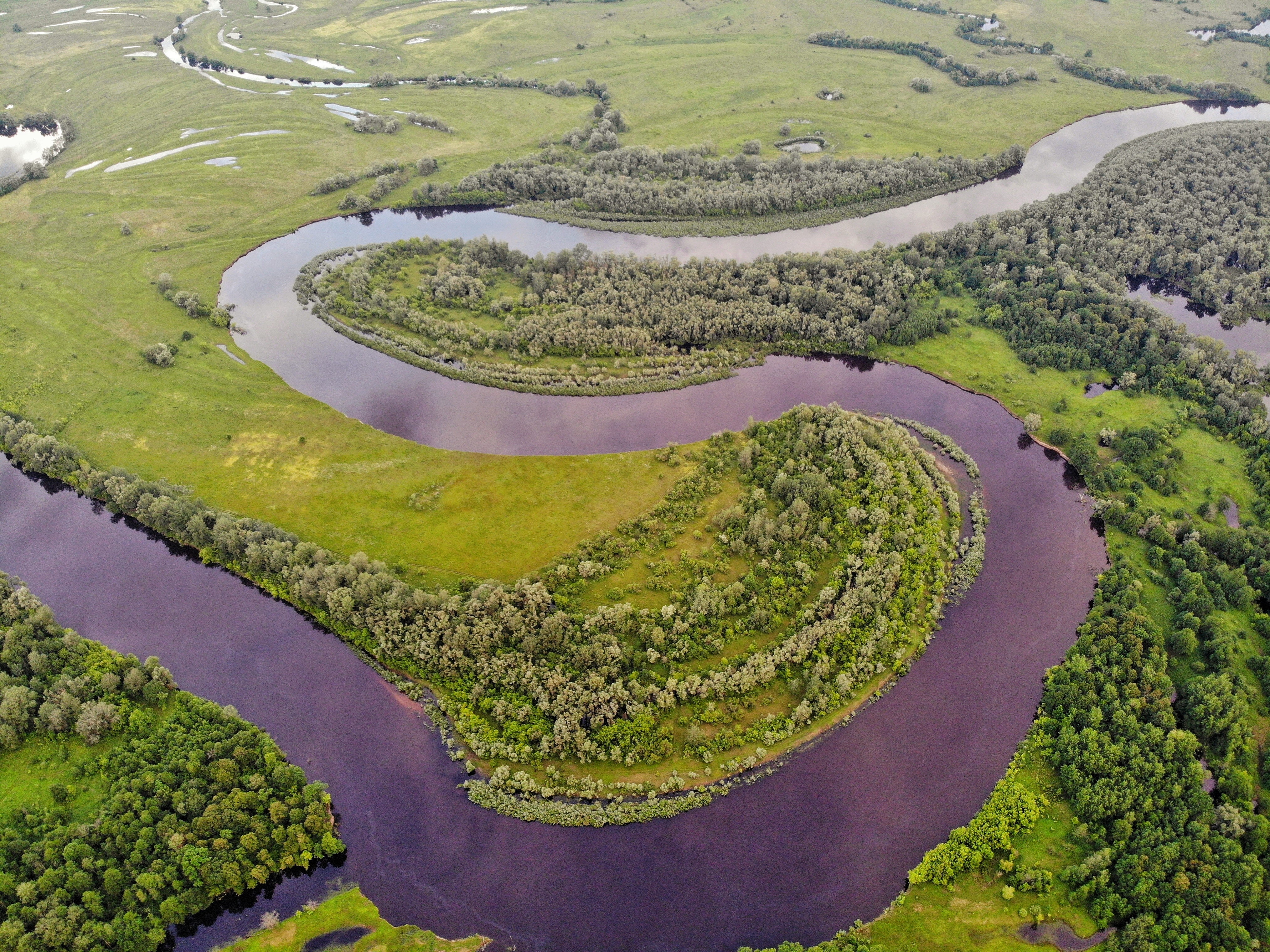
La Desna.
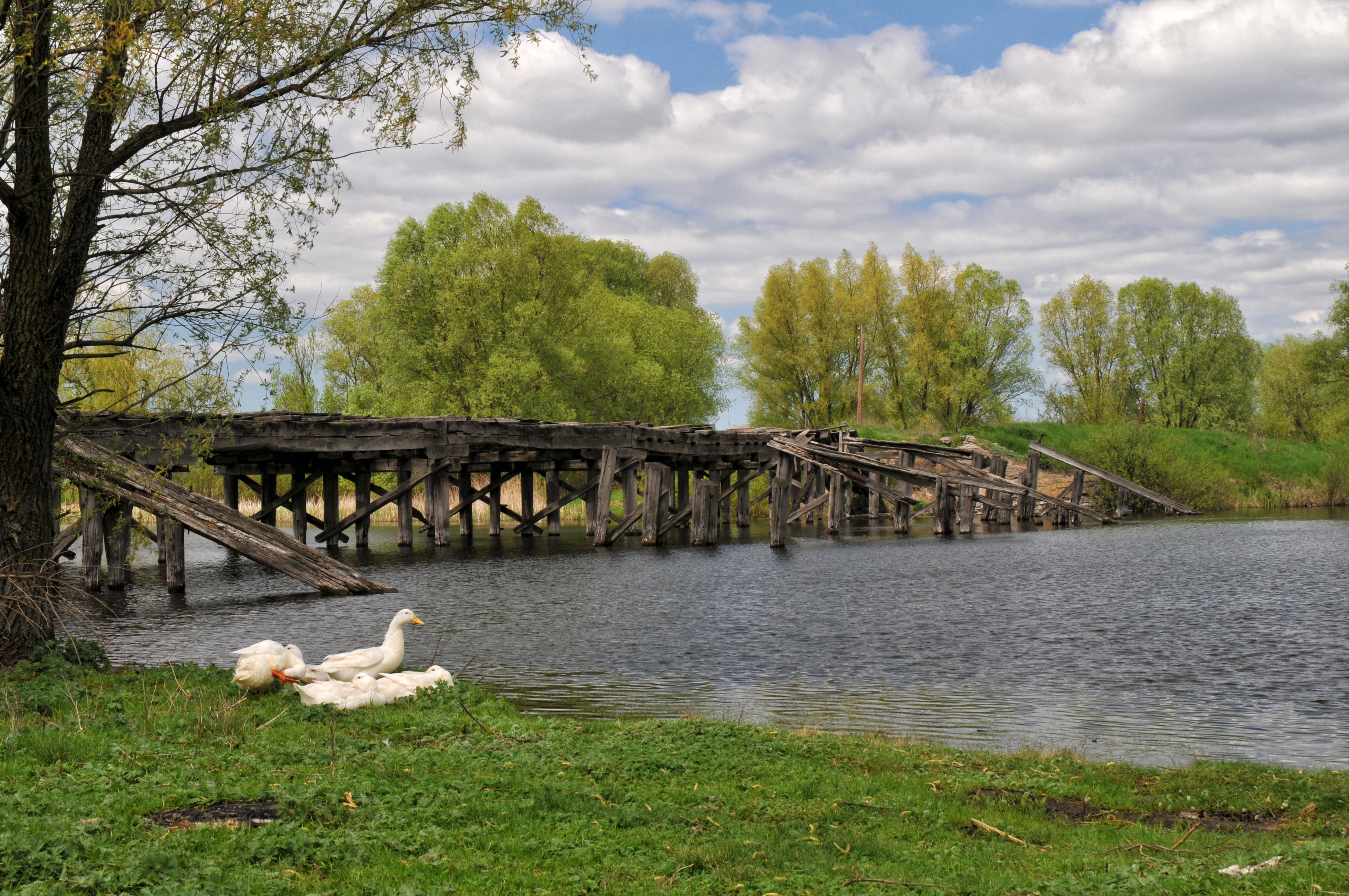
La Khorol.